# Athlon
Athlon är en serie x86-processorer från AMD. Den första Athlon, numera kallad Athlon Classic, var den första av sjunde generationens x86-processorer. Numera finns det även 64-bitars processorer i Athlon-serien.

## Athlon Classic
Athlon debuterade den 21 augusti, 1999 och ersatte socket 7-baserade K6. Namnet Athlon valdes av AMD som en förkortning för "decathlon" (sv. Tiokamp). Originalrevisionen av Athlon, med kodnamnet "K7", var tillgänglig i hastigheter från 500 till 700 MHz när den introducerades och såldes senare i hastigheter upp till 1000 MHz (K75). Processorn var kompatibel med x86-instruktionerna och pluggades in i en moderkorts-slot som var mekaniskt lik (men inte kompatibel) med Pentium II:s Slot 1.

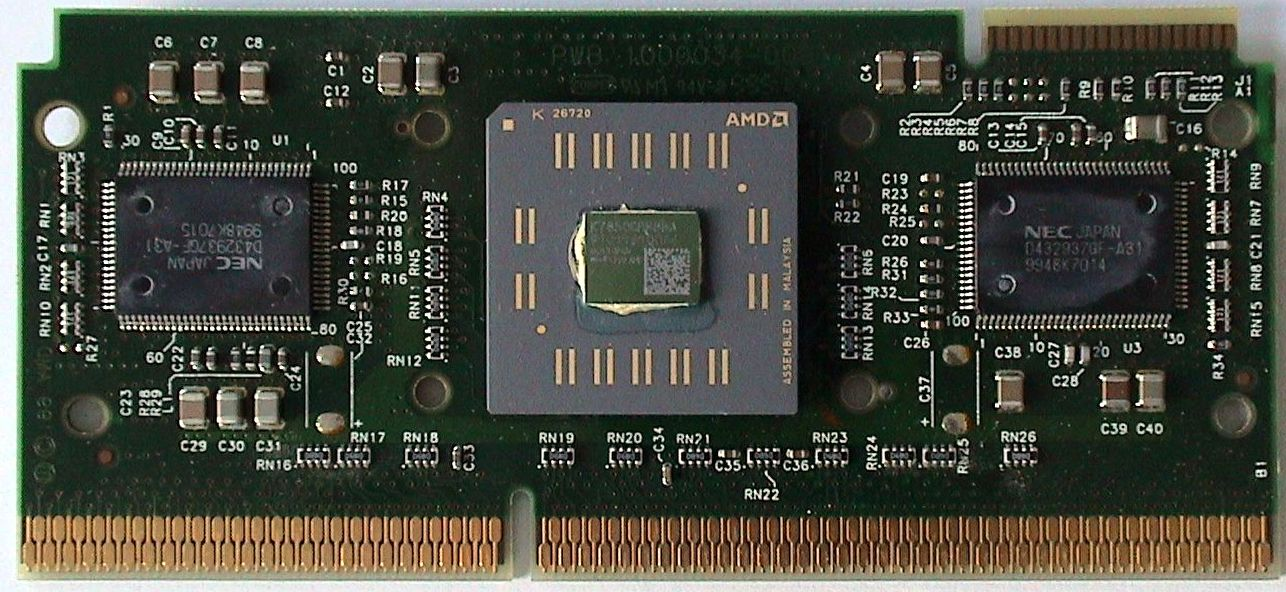
Slot-A Athlon

Internt var Athlon a stor omarbetning av processorkärnan från deras tidigare K6. AMD förbättrade flyttalsenheten från K6 dramatiskt och placerade en stor 128 KB (2*64 KB) L1-cache på processorn. Likt Intels Pentium II och Pentium III (Katmai) hade Athlon en extern (utanför chipet, men på processormodulen) L2-cache på 512 KB som kördes i en lägre hastighet än kärnan: från början i halvfart (upp till 700 MHz), och senare i 2/5 (upp till 850 MHz) till 1/3 (upp till 1 GHz) av kärnans hastighet.
Athlon 750, på 750 MHz satte punkt för 1990-talet den 29 november 1999.
Varefter år 2000 man kom upp till 800 MHz på Athlon och senare upp till 1400 MHz den 6 juni 2001 (1,4 GHz)
Resultatet var en väldigt snabb x86-processor som blev en kommersiell succé för AMD.

## Athlon Thunderbird
Andra generationens Athlon, kallad Thunderbird, debuterade den 4 juni 2000. Den här versionen av Athlon använde ett mer traditionellt PGA-format som pluggades in i en sockel (Socket A) på moderkortet. Den såldes i hastigheter från 700 till 1400 MHz. Den stora skillnaden jämfört med Athlon Classic var designen på cachen. AMD bytte ut den externa 512 KB L2-cachen med reducerad hastighet mot 256 KB L2-cache placerad direkt på chipet (intern) som kördes i full hastighet. Det andra stora skillnaden var att man gick ned till 180 nm tillverkningsprocess.
Thunderbird var AMD:s mest framgångsrika processor sedan Am386DX-40 tio år tidigare.
Oktober 2000 släpptes C-modellen av Thunderbird, som ökade FSB till 133 MHz (DDR266). Den tidigare B-modellen hade en FSB på 100 MHz (DDR200).

## Athlon XP

### Palomino
AMD släppte den tredje stora Athlonversionen, med kodnamnet Palomino, den 14 maj 2001. Den här versionen, som var den första som inkluderade stöd för SSE-instruktionerna från Intels Pentium III och AMD:s 3DNow! Professional, introduceras i hastigheter mellan 1333 och 1733 MHz. De stora förändringarna var optimeringar i kärnan som ökade dess effektivitet med ungefär 10% jämfört med en Thunderbird med samma klockfrekvens, och kraftförbrukningsreduceringar som gjorde att den klarade av högre klockfrekvenser.
Palomino släpptes först i en version för bärbara datorer, kallad "Mobile Athlon 4" (också känd under kodnamnet "Corvette"). Versionen för stationära datorer släpptes några månader senare, i oktober.

### Thoroughbred

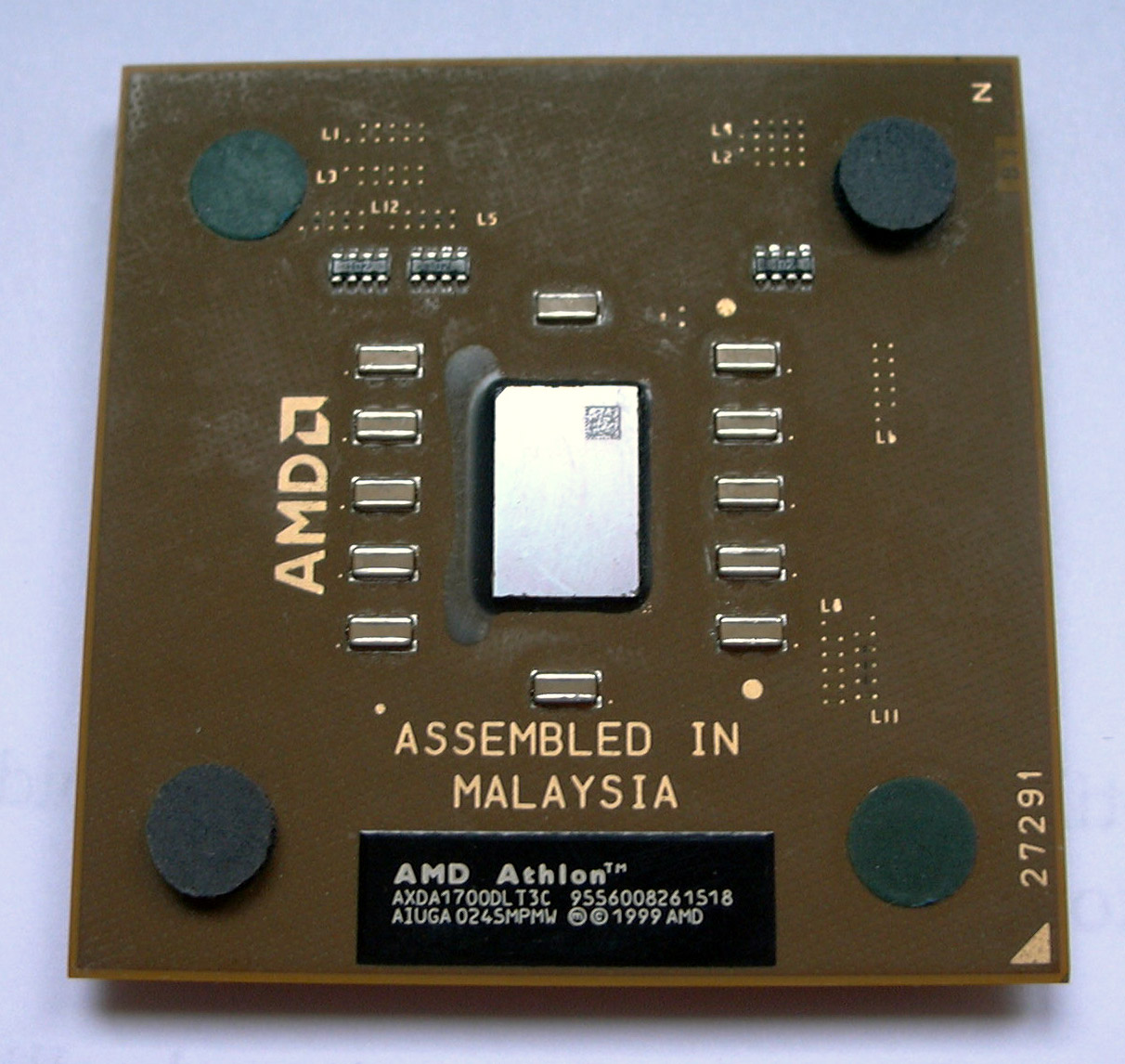
AMD Athlon XP 1700.

Fjärde generationens Athlon, Thoroughbred-kärnan, släpptes den 10 juni 2002 med en klockfrekvens på 1,8 GHz (2200+). Thoroughbred använde en 0,13 mikrometerprocess till skillnad från 0,18 mikrometerprocessen som Palomino använde, men i övrigt var det inga skillnader. AMD hade till en början problem med värmen i revision A av Thoroughbred, men de fixades i revision B.

### Barton och Thorton
Femte generationens Athlon, Barton-kärnan, släpptes i början av 2003 i hastigheter på 2500+, 2600+, 2800+, 3000+ och 3200+. Barton ökade mängden L2-cache till 512KB (dubbelt så mycket som Thoroughbred) och ökade FSB-hastigheten till 166MHz.
Thorton är en variant av Barton som har halva L2-cachen inaktiverad.

### Athlon XP-M
Athlon XP-M är den mobila varianten av Athlon XP som används i bärbara datorer. XP-M körs i lägre spänningar och har inte låst FSB-multiplikator, men är i övrigt identiska med vanliga Athlon XP. De lägre spänningarna gör att processorn konsumerar mindre ström och producerar mindre värme.
Den har även funktionen Power Now! som automatiskt justerar processorns klockfrekvens beroende på belastningen, för att kunna spara batterikraft och reducera värmen.

## Modeller

### Athlon

#### Athlon Classic
- → K7 "Argon" (250 nm)
- → K75 "Pluto/Orion" (180 nm)
- L1-Cache: 64 + 64 KB (Data + instruktioner)
- L2-Cache: 512 KB, externa chip på processormodul med 50, 40 eller 33% av kärnans hastighet
- MMX, 3DNow!
- Slot A (EV6)
- FSB: 100 MHz, (FSB 200)
- VCore: 1,6V (K7), 1,6–1,8V (K75)
- Första utgivning: 23 juni 1999 (K7), 29 november 1999 (K75)
- Klockfrekvens: 500–700 MHz (K7), 550–1000 MHz (K75)

#### Thunderbird (180 nm)
- L1-Cache: 64 + 64 KB (Data + instruktioner)
- L2-Cache: 256 KB, full hastighet
- MMX, 3DNow!
- Slot A & Socket A (EV6)
- FSB: 100 MHz (Slot-A, B-modeller), 133 MHz (C-modeller), (FSB 200/266)
- VCore: 1,7–1,75V
- Första utgivning: 5 juni 2000
- Klockfrekvens: 
  - Slot A: 650–1000 MHz
  - Socket A, FSB 200 (B-modeller): 650–1400 MHz
  - Socket A, FSB 266 (C-modeller): 1000–1400 MHz

### Athlon XP

#### Palomino (180 nm)
- L1-Cache: 64 + 64 KB (Data + instruktioner)
- L2-Cache: 256 KB, full hastighet
- MMX, 3DNow!, SSE
- Socket A (EV6)
- FSB: 133 MHz, (FSB 266)
- VCore: 1,75V
- Första utgivning: 9 oktober 2001
- Klockfrekvens: 1333–1733 MHz (1500+ to 2100+)

#### Thoroughbred A/B (130 nm)
- L1-Cache: 64 + 64 KB (Data + instruktioner)
- L2-Cache: 256 KB, full hastighet
- MMX, 3DNow!, SSE
- Socket A (EV6)
- FSB: 133/166 MHz, (FSB 266/333)
- VCore: 1,5–1,65V
- Första utgivning: 10 juni 2002 (A), 21 augusti 2002 (B)
- Klockfrekvens:
  - T-Bred "A": 1400–1800 MHz (1600+ to 2200+)
  - T-Bred "B": 1400–2250 MHz (1600+ to 2800+)
  - FSB 266: 1400–2133 MHz (1600+ to 2600+)
  - FSB 333: 2083–2250 MHz (2600+ to 2800+)

#### Thorton (130 nm)
- L1-Cache: 64 + 64 KB (Data + instruktioner)
- L2-Cache: 256 KB, full hastighet
- MMX, 3DNow!, SSE
- Socket A (EV6)
- FSB: 133 MHz, (FSB 266)
- VCore: 1,6–1,65V
- Första utgivning: September 2003
- Klockfrekvens: 1667–2000 MHz (2000+ to 2400+)

#### Barton (130 nm)
- L1-Cache: 64 + 64 KB (Data + instruktioner)
- L2-Cache: 512 KB, full hastighet
- MMX, 3DNow!, SSE
- Socket A (EV6)
- FSB: 166/200 MHz, (FSB 333/400)
- VCore: 1,65V
- Första utgivning: 10 februari 2003
- Klockfrekvens: 1867–2333 MHz (2500+ to 3200+)
  - FSB 333: 1867–2333 MHz (2500+ to 3200+)
  - FSB 400: 2100, 2200 MHz (3000+, 3200+)

## Athlon 64

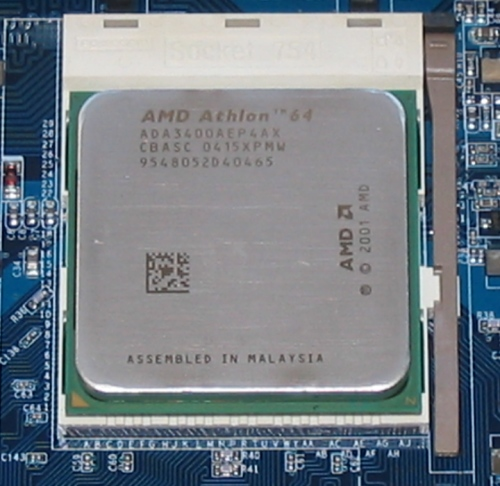
Athlon 64 CG ("Newcastle") i Socket 754

Athlon 64 (kodnamn "ClawHammer", "Newcastle", "Winchester", "Venice", och "San Diego") representerar AMD:s ingång till 64-bit mikroprocessor-marknaden, släppt den 23 september 2003. Den här processorn är baserad på AMD64-arkitektur. Det är AMD:s första åttonde generationens processor för stationära och bärbara datorer.
Det har släppts X2 (Dual Core) versioner av AMD Athlon 64.

### Dual Core
AMD Athlon 64 X2